# Mirditski distrikt
Mirditski distrikt (albanski: Rrethi i Mirditës) je jedan od 36 distrikata u Albaniji, dio Lješkog okruga. Po procjeni iz 2004. ima oko 37.000 stanovnika, a pokriva područje od 867 km². 
Nalazi se na sjeveru države, a sjedište mu je grad Rrëshen. Distrikt se sastoji od sljedećih općina:
- Fan
- Kaçinar
- Kthellë
- Orosh
- Rrëshen
- Rubik
- Selitë